# Raurimu
Raurimu är en ort i Ruapehu District i Nya Zeeland belägen 6 kilometer norr om National Park. Raurimu betyder "riklig rimu" på maori. Bygden har gett namn åt den närliggande järnvägssträckan Raurimu Spiral.